# Megachernes
Genre
Megachernes est un genre de pseudoscorpions de la famille des Chernetidae.

## Distribution
Les espèces de ce genre se rencontrent en Asie et en Océanie.

## Liste des espèces
Selon Pseudoscorpions of the World (version 3.0) :
- Megachernes afghanicus Beier, 1959
- Megachernes barbatus Beier, 1951
- Megachernes crinitus Beier, 1948
- Megachernes glandulosus Mahnert, 2009
- Megachernes grandis (Beier, 1930)
- Megachernes himalayensis (Ellingsen, 1914)
- Megachernes limatus Hoff & Parrack, 1958
- Megachernes loebli Schawaller, 1991
- Megachernes mongolicus (Redikorzev, 1934)
- Megachernes monstrosus Beier, 1966
- Megachernes ochotonae Krumpál & Kiefer, 1982
- Megachernes papuanus Beier, 1948
- Megachernes pavlovskyi Redikorzev, 1949
- Megachernes penicillatus Beier, 1948
- Megachernes philippinus Beier, 1966
- Megachernes queenslandicus Beier, 1948
- Megachernes ryugadensis Morikawa, 1954
- Megachernes soricicola Beier, 1974
- Megachernes titanius Beier, 1951
- Megachernes trautneri Schawaller, 1994
- Megachernes tuberosus Mahnert, 2009
- Megachernes vietnamensis Beier, 1967

et décrites depuis :
- Megachernes biyunensis Xu, Gao & Zhang, 2022
- Megachernes kanneliyensis Harvey, Ratnaweera, Udagama & Wijesinghe, 2012

## Systématique et taxinomie
Ce genre a été décrit par Beier en 1932.

## Publication originale
- Beier, 1932 : « Pseudoscorpionidea II. Subord. C. Cheliferinea. » Tierreich, vol. 58, p. 1-294.